# Bund der Landwirte (Tyskland)
Bund der Landwirte (BdL) var en politisk kamporganisation med agrarpolitiskt program i Tyskland 1892-1921.
Organisationen tillkom närmast som en reaktion mot Leo von Caprivis handelsfördrag med Ryssland och Frankrike 1891 och kämpade därefter med framgång för högra tullsatser. De arbetade både i pressen och riksdagen genom Wirtschaftsvereinigung och fick många medlemmar. Efter första världskrigets slut, då förbundet 1918-1921 huvudsakligen verkade som ekonomiskt stöd för sina medlemmar, hade man 2-3 miljoner anslutna. 1921 sammanslogs Bund der Landwirte med det året innan bildade Deutscher Landbund till Reichslandbund.
Genom en schism på 1890-talet med de bayerska medlemmarna av förbundet bildades Bayerischer Bauernbund. Deutsche Tageszeitung var genom hela organisationens levnadstid dess organ. Framstående personligheter inom organisationen var Berthold von Ploetz, Conrad von Wangenheim, Gustav Roesicke och Diederich Hahn.